# Copa América 1987/Spiele
Dieser Artikel umfasst die Spiele der Copa América 1987 mit allen statistischen Details. Die Kader der 10 beteiligten Nationalmannschaften finden sich unter Copa América 1987/Kader.

## Gruppenphase

### Gruppe A

#### Argentinien – Peru 1:1 (0:0)
| Argentinien                                                                 | Argentinien | Peru | Peru |
| --------------------------------------------------------------------------- | --- | --- | ---- |
| Argentinien                                                                 | \| 27. Juni 1987 in Buenos Aires (Estadio Monumental Antonio Vespucio Liberti) \| \| Zuschauer: 40.000 \| \| Schiedsrichter: Armando Pérez Hoyos ( Kolumbien) \| | \| 27. Juni 1987 in Buenos Aires (Estadio Monumental Antonio Vespucio Liberti) \| \| Zuschauer: 40.000 \| \| Schiedsrichter: Armando Pérez Hoyos ( Kolumbien) \| | Peru |
| Argentinien                                                                 | Luis Islas – José Cuciuffo, José Brown, Oscar Ruggeri, Julio Olarticoechea – Ricardo Giusti, Sergio Batista, Roque Alfaro 79., Carlos Tapia 64. – Diego Maradona, José Percudani Reserve Claudio Caniggia 64., Hernán Díaz 79. Cheftrainer: Carlos Bilardo ( Argentinien) | González Ganoza – Pedro Rojas, Jorge Olaechea, Pedro Requena, Cedric Vásquez – Luis Reyna, Javier Chirinos, Roberto Martínez 66., Julio Uribe – Franco Navarro, Jorge Hirano 87. Reserve Eugenio La Rosa 66., José del Solar 87. Cheftrainer: Fernando Cuéllar Ávalos ( Peru) | Peru |
| Argentinien                                                                 | 1:0 Maradona (47.) | 1:1 Reyna (59.) | Peru |
| Argentinien                                                                 | Batista (68.) | Uribe (68.) | Peru |
| 27. Juni 1987 in Buenos Aires (Estadio Monumental Antonio Vespucio Liberti) | | |      |
| Zuschauer: 40.000                                                           | | |      |
| Schiedsrichter: Armando Pérez Hoyos ( Kolumbien)                            | | |      |

#### Argentinien – Ecuador 3:0 (0:0)
| Argentinien                                                   | Argentinien | Ecuador | Ecuador |
| ------------------------------------------------------------- | --- | --- | ------- |
| Argentinien                                                   | \| in Buenos Aires (Estadio Monumental Antonio Vespucio Liberti) \| \| Zuschauer: 30.000 \| \| Schiedsrichter: Romualdo Arppi Filho ( Brasilien) \| | \| in Buenos Aires (Estadio Monumental Antonio Vespucio Liberti) \| \| Zuschauer: 30.000 \| \| Schiedsrichter: Romualdo Arppi Filho ( Brasilien) \| | Ecuador |
| Argentinien                                                   | Luis Islas – José Cuciuffo, José Brown, Oscar Ruggeri – Julio Olarticoechea, Hernán Díaz 80., Ricardo Giusti, Roque Alfaro 45., Carlos Tapia – Diego Maradona, José Percudani Reserve Claudio Caniggia 45., Darío Siviski 80. Cheftrainer: Carlos Bilardo ( Argentinien) | Carlos Morales – Luis Mosquera, Wilson Macías, Kléber Fajardo, Luis Capurro – Pablo Marin 57., José Vega, Galo Vásquez, Hamilton Cuvi – Lupo Quiñónez, Raúl Avilés 57. Reserve Geovanny Mera 42., Jaime Baldeón 57. Cheftrainer: Luis Grimaldi ( Uruguay) | Ecuador |
| Argentinien                                                   | 1:0 Cabrera (50., Kopfball) 2:0 Maradona (67., Elfmeter) 3:0 Maradona (85., Freistoß) | | Ecuador |
| in Buenos Aires (Estadio Monumental Antonio Vespucio Liberti) | | |         |
| Zuschauer: 30.000                                             | | |         |
| Schiedsrichter: Romualdo Arppi Filho ( Brasilien)             | | |         |

#### Peru – Ecuador 1:1 (0:0)
| Peru                                                                       | Peru | Ecuador | Ecuador |
| -------------------------------------------------------------------------- | --- | --- | ------- |
| Peru                                                                       | \| 4. Juli 1987 in Buenos Aires (Estadio Monumental Antonio Vespucio Liberti) \| \| Zuschauer: 10.000 \| \| Schiedsrichter: Asterio Martínez ( Paraguay) \|                                                                                               | \| 4. Juli 1987 in Buenos Aires (Estadio Monumental Antonio Vespucio Liberti) \| \| Zuschauer: 10.000 \| \| Schiedsrichter: Asterio Martínez ( Paraguay) \|                                                                                                   | Ecuador |
| Peru                                                                       | González Ganoza – Pedro Rojas, Jorge Olaechea, Pedro Requena, Cedric Vásquez – Juan Reynoso, Javier Chirinos, Eduardo Malásquez – Eugenio La Rosa, Franco Navarro, Jorge Hirano 45. Reserve César Loyola 66. Cheftrainer: Fernando Cuéllar Ávalos ( Peru) | Héctor Chiriboga – Luis Mosquera, Wilson Macías, Kléber Fajardo, Luis Capurro – Pablo Marin, José Vega, Álex Aguinaga 69., Hamilton Cuvi – Geovanny Mera, Lupo Quiñónez 65. Reserve Jaime Baldeón 65., Galo Vásquez 69. Cheftrainer: Luis Grimaldi ( Uruguay) | Ecuador |
| Peru                                                                       | 1:1 La Rosa (87.) | 0:1 Cuvi (72.) | Ecuador |
| Peru                                                                       | Vásquez (83.) | | Ecuador |
| 4. Juli 1987 in Buenos Aires (Estadio Monumental Antonio Vespucio Liberti) | | |         |
| Zuschauer: 10.000                                                          | | |         |
| Schiedsrichter: Asterio Martínez ( Paraguay)                               | | |         |

### Gruppe B

#### Brasilien – Venezuela 5:0 (2:0)
| Brasilien                                               | Brasilien | Venezuela | Venezuela |
| ------------------------------------------------------- | --- | --- | --------- |
| Brasilien                                               | \| 28. Juni 1987 in Córdoba (Estadio Mario Alberto Kempes) \| \| Zuschauer: 8.000 \| \| Schiedsrichter: Elías Jácome ( Ecuador) \|                                                                  | \| 28. Juni 1987 in Córdoba (Estadio Mario Alberto Kempes) \| \| Zuschauer: 8.000 \| \| Schiedsrichter: Elías Jácome ( Ecuador) \| | Venezuela |
| Brasilien                                               | Carlos – Josimar, Geraldo, Ricardo Rocha, Nelsinho – Raí, Douglas 71., Edu Marangon – Müller 66., Careca, Valdo Reserve Romário 66., Paulo Silas 71. Cheftrainer: Carlos Alberto Silva ( Brasilien) | César Baena – René Torres, Zdenko Morovic, Pedro Acosta, Héctor Rivas – Franco Rizzi, José Nieto 63., Nelson Carrero – William Méndez 45., Ildemaro Fernández, Wilton Arreaza Reserve Herbert Márquez 45., Asdrúbal Sánchez 63. Cheftrainer: Rafael Santana ( Venezuela) | Venezuela |
| Brasilien                                               | 1:0 Edu Marangon (33.) 2:0 Morovic (39., Eigentor) 3:0 Careca (66.) 4:0 Nelsinho (72.) 5:0 Romário (89.)                                                                                            | | Venezuela |
| 28. Juni 1987 in Córdoba (Estadio Mario Alberto Kempes) | | |           |
| Zuschauer: 8.000                                        | | |           |
| Schiedsrichter: Elías Jácome ( Ecuador)                 | | |           |

#### Chile – Venezuela 3:1 (1:1)
| Chile                                                   | Chile | Venezuela | Venezuela |
| ------------------------------------------------------- | --- | --- | --------- |
| Chile                                                   | \| 30. Juni 1987 in Córdoba (Estadio Mario Alberto Kempes) \| \| Zuschauer: 5.000 \| \| Schiedsrichter: Luis Barrancos ( Bolivien) \| | \| 30. Juni 1987 in Córdoba (Estadio Mario Alberto Kempes) \| \| Zuschauer: 5.000 \| \| Schiedsrichter: Luis Barrancos ( Bolivien) \| | Venezuela |
| Chile                                                   | Roberto Rojas – Rubén Espinoza, Fernando Astengo, Eduardo Gómez, Álex Martínez – Jaime Pizarro, Patricio Mardones, Osvaldo Hurtado 64. – Juan Letelier 45., Ivo Basay, Jorge Contreras Reserve Sergio Salgado 45., Jaime Vera 64. Cheftrainer: Orlando Aravena ( Chile) | César Baena – René Torres, Pedro Acosta, Héctor Rivas, Julio Quintero 78. – Franco Rizzi, Nelson Carrero, Asdrúbal Sánchez – William Méndez 67., Herbert Márquez, Wilton Arreaza Reserve José Nieto 67., Pablo Mendoza 78. Cheftrainer: Rafael Santana ( Venezuela) | Venezuela |
| Chile                                                   | 1:0 Letelier (17.) 2:1 Contreras (70.) 3:1 Salgado (83.) | 1:1 Acosta (24., Elfmeter) | Venezuela |
| Chile                                                   | Gómez (56.) | Carrero (56.) | Venezuela |
| 30. Juni 1987 in Córdoba (Estadio Mario Alberto Kempes) | | |           |
| Zuschauer: 5.000                                        | | |           |
| Schiedsrichter: Luis Barrancos ( Bolivien)              | | |           |

#### Chile – Brasilien 4:0 (1:0)
| Chile                                                  | Chile | Brasilien | Brasilien |
| ------------------------------------------------------ | --- | --- | --------- |
| Chile                                                  | \| 3. Juli 1987 in Córdoba (Estadio Mario Alberto Kempes) \| \| Zuschauer: 15.000 \| \| Schiedsrichter: Juan Daniel Cardellino ( Uruguay) \| | \| 3. Juli 1987 in Córdoba (Estadio Mario Alberto Kempes) \| \| Zuschauer: 15.000 \| \| Schiedsrichter: Juan Daniel Cardellino ( Uruguay) \|                                                        | Brasilien |
| Chile                                                  | Roberto Rojas – Patricio Reyes, Fernando Astengo, Ricardo Toro, Luis Hormazábal – Jaime Pizarro, Patricio Mardones, Jorge Contreras, Héctor Puebla – Ivo Basay 80., Juan Letelier 76. Reserve Sergio Salgado 76., Iván Zamorano 80. Cheftrainer: Orlando Aravena ( Chile) | Carlos – Josimar, Ricardo Rocha 45., Júlio César, Nelsinho – Raí, Douglas, Edu Marangon 53., Valdo – Müller, Careca Reserve Geraldo 45., Romário 53. Cheftrainer: Carlos Alberto Silva ( Brasilien) | Brasilien |
| Chile                                                  | 1:0 Basay (41., Kopfball) 2:0 Letelier (48.) 3:0 Basay (68., Kopfball) 4:0 Letelier (75.) | | Brasilien |
| Chile                                                  | Nelsinho (57.) | | Brasilien |
| 3. Juli 1987 in Córdoba (Estadio Mario Alberto Kempes) | | |           |
| Zuschauer: 15.000                                      | | |           |
| Schiedsrichter: Juan Daniel Cardellino ( Uruguay)      | | |           |

### Gruppe C

#### Paraguay – Bolivien 0:0
| Paraguay                                               | Paraguay | Bolivien | Bolivien |
| ------------------------------------------------------ | --- | --- | -------- |
| Paraguay                                               | \| 28. Juni 1987 in Rosario (Estadio Gigante de Arroyito) \| \| Zuschauer: 5.000 \| \| Schiedsrichter: Enrique Labo Revoredo ( Peru) \| | \| 28. Juni 1987 in Rosario (Estadio Gigante de Arroyito) \| \| Zuschauer: 5.000 \| \| Schiedsrichter: Enrique Labo Revoredo ( Peru) \| | Bolivien |
| Paraguay                                               | Roberto Fernández – Juan Torales, César Zabala, Rogelio Delgado, Justo Jacquet – Julio Romero, Jorge Nunes, Adolfino Cañete 52., Ramón Hicks 72. – Roberto Cabañas, Gabriel González Reserve Eumelio Palacios 52., Felix Torres 72. Cheftrainer: Silvio Parodi ( Paraguay) | Marco Barrero – Wilson Ávila, Miguel Noro, Rolando Coimbra, Félix Vera – José Melgar 45., Eduardo Villegas, Carlos Borja 53., Carlos Arias – Roly Paniagua 78., Álvaro Peña Reserve Federico Justiniano 45., Óscar Ramírez 78. Cheftrainer: Nito Veiga ( Argentinien) | Bolivien |
| 28. Juni 1987 in Rosario (Estadio Gigante de Arroyito) | | |          |
| Zuschauer: 5.000                                       | | |          |
| Schiedsrichter: Enrique Labo Revoredo ( Peru)          | | |          |

#### Kolumbien – Bolivien 2:0 (1:0)
| Kolumbien                                             | Kolumbien | Bolivien | Bolivien |
| ----------------------------------------------------- | --- | --- | -------- |
| Kolumbien                                             | \| 1. Juli 1987 in Rosario (Estadio Gigante de Arroyito) \| \| Zuschauer: 5.000 \| \| Schiedsrichter: Gastón Castro ( Chile) \| | \| 1. Juli 1987 in Rosario (Estadio Gigante de Arroyito) \| \| Zuschauer: 5.000 \| \| Schiedsrichter: Gastón Castro ( Chile) \| | Bolivien |
| Kolumbien                                             | René Higuita – Luis Herrera, Luis Perea, Nolberto Molina, Carlos Hoyos – Leonel Álvarez, José Pérez, Carlos Valderrama, Bernardo Redín – Juan Galeano 70., Antony de Ávila 84. Reserve Arnoldo Iguarán 70., Jorge Porras 84. Cheftrainer: Francisco Maturana ( Kolumbien) | Marco Barrero 45. – Wilson Ávila, Miguel Noro, Félix Vera, Rolando Coimbra – Gastón Taborga 62., Carlos Arias, Eduardo Villegas, Carlos Borja – Álvaro Peña, Roly Paniagua Reserve Luis Galarza 45., Óscar Ramírez 62. Cheftrainer: Nito Veiga ( Argentinien) | Bolivien |
| Kolumbien                                             | 1:0 Valderrama (34.) 2:0 Iguarán (89.) | | Bolivien |
| Kolumbien                                             | Pérez (83.), Perea (84.) | Coimbra (81.), Paniagua (86.) | Bolivien |
| 1. Juli 1987 in Rosario (Estadio Gigante de Arroyito) | | |          |
| Zuschauer: 5.000                                      | | |          |
| Schiedsrichter: Gastón Castro ( Chile)                | | |          |

#### Kolumbien – Paraguay 3:0 (2:0)
| Kolumbien                                               | Kolumbien | Paraguay | Paraguay |
| ------------------------------------------------------- | --- | --- | -------- |
| Kolumbien                                               | \| 5. Juli 1987 in Rosario (Estadio Gigante de Arroyito) \| \| Zuschauer: 10.000 \| \| Schiedsrichter: Francisco Oscar Lamolina ( Argentinien) \| | \| 5. Juli 1987 in Rosario (Estadio Gigante de Arroyito) \| \| Zuschauer: 10.000 \| \| Schiedsrichter: Francisco Oscar Lamolina ( Argentinien) \| | Paraguay |
| Kolumbien                                               | René Higuita – Luis Herrera, Alexis Mendoza, Nolberto Molina, Carlos Hoyos – Leonel Álvarez, Mario Coll, Carlos Valderrama, Bernardo Redín – Juan Galeano 68., Arnoldo Iguarán Reserve Sergio Angulo 84. Cheftrainer: Francisco Maturana ( Kolumbien) | Roberto Fernández – Juan Torales, César Zabala, Rogelio Delgado, Justo Jacquet – Gustavo Benítez, Jorge Nunes, Adolfino Cañete 45. – Julio Romero, Roberto Cabañas 72., Eumelio Palacios Reserve Gabriel González 45., Buenaventura Ferreira 57. Cheftrainer: Silvio Parodi ( Paraguay) | Paraguay |
| Kolumbien                                               | 1:0 Iguarán (8.) 2:0 Iguarán (34.) 3:0 Iguarán (50.) | | Paraguay |
| 5. Juli 1987 in Rosario (Estadio Gigante de Arroyito)   | | |          |
| Zuschauer: 10.000                                       | | |          |
| Schiedsrichter: Francisco Oscar Lamolina ( Argentinien) | | |          |

## Finalrunde

### Halbfinale

#### Chile – Kolumbien 2:1 n.V. (0:1, 0:0, 0:0)
| Chile                                                  | Chile | Kolumbien | Kolumbien |
| ------------------------------------------------------ | --- | --- | --------- |
| Chile                                                  | \| 8. Juli 1987 in Córdoba (Estadio Mario Alberto Kempes) \| \| Zuschauer: 10.000 \| \| Schiedsrichter: Romualdo Arppi Filho ( Brasilien) \| | \| 8. Juli 1987 in Córdoba (Estadio Mario Alberto Kempes) \| \| Zuschauer: 10.000 \| \| Schiedsrichter: Romualdo Arppi Filho ( Brasilien) \| | Kolumbien |
| Chile                                                  | Roberto Rojas – Patricio Reyes, Fernando Astengo, Eduardo Gómez, Luis Hormazábal – Patricio Mardones, Jaime Pizarro, Héctor Puebla 81., Jorge Contreras – Ivo Basay 54., Juan Letelier Reserve Sergio Salgado 54., Jaime Vera 81. Cheftrainer: Orlando Aravena ( Chile) | René Higuita – Luis Herrera, Luis Perea, Nolberto Molina, Carlos Hoyos – Leonel Álvarez, José Pérez, Bernardo Redín, Carlos Valderrama – Juan Galeano 67., Arnoldo Iguarán 45. Reserve John Tréllez 45., Antony de Ávila 67. Cheftrainer: Francisco Maturana ( Kolumbien) | Kolumbien |
| Chile                                                  | 1:1 Astengo (106., Kopfball) 2:1 Vera (108.) | 0:1 Redín (103., ) | Kolumbien |
| 8. Juli 1987 in Córdoba (Estadio Mario Alberto Kempes) | | |           |
| Zuschauer: 10.000                                      | | |           |
| Schiedsrichter: Romualdo Arppi Filho ( Brasilien)      | | |           |

#### Uruguay – Argentinien 1:0 (1:0)
| Uruguay                                                                    | Uruguay | Argentinien | Argentinien |
| -------------------------------------------------------------------------- | --- | --- | ----------- |
| Uruguay                                                                    | \| 9. Juli 1987 in Buenos Aires (Estadio Monumental Antonio Vespucio Liberti) \| \| Zuschauer: 75.000 \| \| Schiedsrichter: Elías Jácome ( Ecuador) \| | \| 9. Juli 1987 in Buenos Aires (Estadio Monumental Antonio Vespucio Liberti) \| \| Zuschauer: 75.000 \| \| Schiedsrichter: Elías Jácome ( Ecuador) \| | Argentinien |
| Uruguay                                                                    | Eduardo Pereira – Alfonso Domínguez, Nelson Gutiérrez, Obdulio Trasante, José Saldanha – Gustavo Matosas, José Perdomo, Pablo Bengoechea 80. – Antonio Alzamendi, Enzo Francescoli, Rubén Sosa 77. Reserve Eduardo da Silva 77., José Peña 80. Cheftrainer: Roberto Fleitas ( Uruguay) | Luis Islas – Julio Olarticoechea, José Brown, Oscar Ruggeri, José Cuciuffo 77. – Ricardo Giusti, Sergio Batista, Carlos Tapia, Diego Maradona – Claudio Caniggia, José Percudani 45. Reserve Juan Funes 45., Roque Alfaro 77. Cheftrainer: Carlos Bilardo ( Argentinien) | Argentinien |
| Uruguay                                                                    | 1:0 Alzamendi (43.) | | Argentinien |
| 9. Juli 1987 in Buenos Aires (Estadio Monumental Antonio Vespucio Liberti) | | |             |
| Zuschauer: 75.000                                                          | | |             |
| Schiedsrichter: Elías Jácome ( Ecuador)                                    | | |             |

### Spiel um den dritten Platz

#### Kolumbien – Argentinien 2:1 (2:0)
| Kolumbien                                               | Kolumbien | Argentinien | Argentinien |
| ------------------------------------------------------- | --- | --- | ----------- |
| Kolumbien                                               | \| 11. Juli 1987 in Córdoba (Estadio Mario Alberto Kempes) \| \| Zuschauer: 15.000 \| \| Schiedsrichter: Bernardo Corujo ( Venezuela) \| | \| 11. Juli 1987 in Córdoba (Estadio Mario Alberto Kempes) \| \| Zuschauer: 15.000 \| \| Schiedsrichter: Bernardo Corujo ( Venezuela) \| | Argentinien |
| Kolumbien                                               | René Higuita – Luis Herrera, Luis Perea, Nolberto Molina, Carlos Hoyos – Gabriel Gómez 45., Mario Coll, Leonel Álvarez, Bernardo Redín 87., Carlos Valderrama – Juan Galeano Reserve Antony de Ávila 45., Alexander Escobar 81. Cheftrainer: Francisco Maturana ( Kolumbien) | Luis Islas – Julio Olarticoechea, José Brown, Oscar Ruggeri, José Cuciuffo – Ricardo Giusti, Sergio Batista, Carlos Tapia 45., Diego Maradona – Claudio Caniggia, José Percudani 45. Reserve Juan Funes 45., Roque Alfaro 45. Cheftrainer: Carlos Bilardo ( Argentinien) | Argentinien |
| Kolumbien                                               | 1:0 Gómez (.8) 2:0 Galeano (27.) | 2:1 Caniggia (86.) | Argentinien |
| 11. Juli 1987 in Córdoba (Estadio Mario Alberto Kempes) | | |             |
| Zuschauer: 15.000                                       | | |             |
| Schiedsrichter: Bernardo Corujo ( Venezuela)            | | |             |

### Finale

#### Uruguay – Chile 1:0 (0:0)
| Uruguay                                                                     | Uruguay | Chile | Chile |
| --------------------------------------------------------------------------- | --- | --- | ----- |
| Uruguay                                                                     | \| 12. Juli 1987 in Buenos Aires (Estadio Monumental Antonio Vespucio Liberti) \| \| Zuschauer: 35.000 \| \| Schiedsrichter: Romualdo Arppi Filho ( Brasilien) \|                                                                                            | \| 12. Juli 1987 in Buenos Aires (Estadio Monumental Antonio Vespucio Liberti) \| \| Zuschauer: 35.000 \| \| Schiedsrichter: Romualdo Arppi Filho ( Brasilien) \| | Chile |
| Uruguay                                                                     | Eduardo Pereira – Alfonso Domínguez, Nelson Gutiérrez, Obdulio Trasante, José Saldanha – Gustavo Matosas, José Perdomo, Pablo Bengoechea – Antonio Alzamendi 86., Enzo Francescoli, Rubén Sosa Reserve José Peña 86. Cheftrainer: Roberto Fleitas ( Uruguay) | Roberto Rojas – Patricio Reyes, Eduardo Gómez, Fernando Astengo, Luis Hormazábal – Patricio Mardones, Jorge Contreras, Héctor Puebla 19., Jaime Pizarro – Juan Letelier, Ivo Basay Reserve Ricardo Toro 19. 63., Hugo Rubio 63. Cheftrainer: Orlando Aravena ( Chile) | Chile |
| Uruguay                                                                     | 1:0 Bengoechea (56.) | | Chile |
| Uruguay                                                                     | Francescoli (27.), Perdomo (88.) | Gómez (14.), Astengo (88.) | Chile |
| 12. Juli 1987 in Buenos Aires (Estadio Monumental Antonio Vespucio Liberti) | | |       |
| Zuschauer: 35.000                                                           | | |       |
| Schiedsrichter: Romualdo Arppi Filho ( Brasilien)                           | | |       |